# Pownal (Maine)
Pownal è un centro abitato (town) degli Stati Uniti d'America, situato nella Contea di Cumberland nello Stato del Maine. Nel censimento del 2010 la popolazione era di 1.474 abitanti.

## Geografia fisica
Secondo i rilevamenti dell'United States Census Bureau, la località di Pownal si estende su una superficie di 59,26 km².